# Mompach
Mompach (luxembourgsk: Mompech) er en kommune og et byområde i Luxembourg. Kommunen, som har et areal på 27,58 km², ligger i kantonen Echternach i distriktet Grevenmacher. I 2005 havde kommunen 1.023 indbyggere. 
49°45′05″N 6°27′50″Ø / 49.7514°N 6.4639°Ø